# Benji Gil
Romar Benjamin Gil Aguilar é um jogador profissional de beisebol mexicano.

## Carreira
Benji Gil foi campeão da World Series 2002 jogando pelo Anaheim Angels. Na série de partidas decisiva, sua equipe venceu o San Francisco Giants por 4 jogos a 3.